# Ellenbach (Fürth im Odenwald)
Ellenbach ist ein Ortsteil der Gemeinde Fürth im Odenwald im südhessischen Landkreis Bergstraße.

## Geographische Lage
Ellenbach liegt im Vorderen Odenwald in dem Tal des Schlierbachs, der als rechter nördlicher Zufluss im Zentrum der Kerngemeinde Fürth in die Weschnitz mündet. Die Gemarkung reicht vom Rand der Ortslage Erlenbach im Westen bis zum Seehof nördlich von Krumbach im Osten.
Die nächstgelegenen Ortschaften sind Eulsbach und Lindenfels im Norden, Krumbach im Osten, die Kerngemeinde Fürth im Süden, Linnenbach im Südwesten und Erlenbach im Westen.

## Geschichte

### Ortsgeschichte
Ellenbach entstand im Gebiet der ehemaligen Mark Heppenheim, einem Verwaltungsbezirk des Frankenreichs. Am 20. Januar 773 schenkte Karl der Große die Stadt Heppenheim nebst der Mark Heppenheim dem Reichskloster Lorsch. Nach langen Streitigkeiten konnten sich die Kurpfalz und das Erzbistum Mainz Anfang des 14. Jahrhunderts über das Erbe aus dem Lorscher Abtei einigen und die Pfälzer Teile wurden durch die Amtsvogtei Lindenfels verwaltet, zu der auch Ellenbach gehörte. Bis 1737 unterstand Lindenfels dem Oberamt Heidelberg, danach wurde Lindenfels ein Oberamt.
Die früheste erhalten gebliebene urkundliche Erwähnung des Ortes als Ellenbach weist in das Jahr 1359, als Pfalzgraf Ruprecht I. Hartmut VI. von Cronberg den Verkauf von Waldau, Scharbach und Ellenbach an den Rudolf von Beckingen erlaubte. Innerhalb des Amts Lindenfels gehörte der Ort zur Thalzent, deren Zentgericht erst in Glattbach, später in Ellenbach und zuletzt in Schlierbach gehalten wurde. Das Gericht hatte gemeinsam mit Lindenfels eine Richtstätte in den »Faustenbacher Hecken auf dem Bühel«. Für deren Unterhaltung musste die Thalzent die Hälfte der Kosten tragen. In seinem Siegel führte das Zentgericht ein Schild mit drei Feldern. Im ersten Feld befand sich der Pfälzer Löwe, im zweiten die bayerischen Rauten und im dritten, untersten ein Knabe auf einem Hügel, über dessen Kopf eine Kugel schwebte.
In den Anfängen der Reformation sympathisierten die pfälzischen Herrscher offen mit dem lutherischen Glauben, aber erst unter Ottheinrich, Kurfürst von 1556 bis 1559, erfolgte der offizielle Übergang zur lutherischen Lehre. Danach wechselten seine Nachfolger und gezwungenermaßen auch die Bevölkerung mehrfach zwischen der lutherischen, reformierten und calvinistischen Religion. Mit der Reformation und deren Einführung entstand in Schlierbach unter Friedrich III die reformierte Pfarrei, zu der anfänglich auch Ellenbach als Filiale gehörte. Im Heidelberger Oberamtscompetenzbuch vom Jahr 1610 ist sie aber nicht mehr als Filiale erwähnt. In der Kirchenbüchern der reformierten Gemeinde Schlierbach wird Ellenbach von 1656 bis 1908 als Filiale geführt.
Im Jahr 1613 wurden sieben und ein-halb Huben mit »14 Hausgesäßen und 7 leibeigene Manns und 8 Weibspersonen« gezählt. Daneben gab es vier „adelige Höfe“, von denen einer dem Freiherrn von Gemmingen und drei den Ulnerischen Erben gehörten. Außerdem wird der Seehof als Dominalgut des Hauses Lindenfels als zur Gemarkung gehörend erwähnt, der noch heute als Siedlungsplatz existiert.
Am Ende des Dreißigjährigen Kriegs (1648) dürfte der Ort wie viele Gebiete der Kurpfalz fast menschenleer gewesen sein. Nach dem verheerenden Krieg betrieb die Kurpfalz auf ihrem Gebiet eine durch religiöse Toleranz geprägte Wiederansiedlungspolitik. Doch die in der unruhigen Folgezeit ausbrechenden Kriege wie der Pfälzische Erbfolgekrieg (1688–1697) und der Spanische Erbfolgekrieg (1701–1714) machte viele der Bemühungen wieder zunichte und Zehntausende Pfälzer emigrierten u. a. nach Nordamerika und Preußen.
Im Jahr 1784 wurde Ellenbach als das ansehnlichste Dorf der ganzen Thalzent beschrieben. Hier wurden die Zentgerichte gehalten und die Urkunden verwahrt. Ellenbach bestand damals aus 35 Familien mit 176 Seelen. Die Gemarkung enthielt 257 Morgen Äcker, 108 M. Wiesen, 10 M. Gärten und 28 M. Wald. Von dem „Thalbach“, dem heutigen Schlierbach, wurden eine Mahl-, eine Schneide- und eine Ölmühle betrieben. Die Verkehrsverhältnisse werden beschrieben als: »Durch den Ort ziehet eine gemeine Landstraße, welche von Lindenfels nach Fürth führet.« Der Große Zehnt war, zu zwei Dritteln an die Kurmainzer Hofkammer im Namen des Klosters Lorsch und zu einem Drittel an die geistliche Verwaltung des Stiftes zum Heiligen Geist in Heidelberg, abzuführen.
Mit dem Reichsdeputationshauptschluss von 1803 wurde die Kurpfalz aufgelöst, und das Oberamt Lindenfels und mit ihm Ellenbach kam zur Landgrafschaft Hessen-Darmstadt, die 1806 in dem auf Druck Napoleons gebildeten Großherzogtum Hessen aufging. In Hessen gehörte Ellenbach durch mehrere Verwaltungsreformen zum Landratsbezirk Lindenfels, sowie zu den Kreisen Lindenfels und Heppenheim, bevor es 1938 zum heutigen Landkreis Bergstraße kam.
Im Zuge der Gebietsreform in Hessen schloss sich Ellenbach am 31. Dezember 1970 freiwillig der Gemeinde Fürth an.
Seit 1968 besteht eine Gemeindepartnerschaft mit Buzancy (Ardennes) in Frankreich. Die Verschwisterung wurde auch nach der Gebietsreform weiter geführt.

### Verwaltung und Gerichte
Unter pfälzischer Hoheit wurden Verwaltung und Gerichtsbarkeit über den Ort durch die „Thal-Zent“ der „Amtsvogtei Lindenfels“ ausgeübt. Diese Vogtei unterstand dem Oberamt Heidelberg bis 1737, danach wurde Lindenfels ein selbständiges Oberamt der „Pfalzgrafschaft bei Rhein“ (im „Kurfürstentum Pfalzbayern“ ab 1777).
Nachdem der Reichsdeputationshauptschluss von 1803 das „Oberamt Lindenfels“ der Landgrafschaft Hessen-Darmstadt zugewiesen hatte, wurde es dort vorerst als hessische Amtsvogtei weitergeführt. Die Landgrafschaft Hessen-Darmstadt ging 1806 in dem unter dem Druck Napoléons zustande gekommenen Großherzogtum Hessen auf, wo der Amtsbereich des „Amts Lindenfels“ 1812 aufgeteilt und Ellenbach dem Amt Fürth zugewiesen wurde. Die übergeordnete Verwaltungsbehörde war der „Regierungsbezirk Darmstadt“, der ab 1803 auch als „Fürstentum Starkenburg“ bezeichnet wurde.
Nach dem Wiener Kongress 1814/15 wurden 1816 im Großherzogtum Provinzen gebildet. Dabei wurde das vorher als „Fürstentum Starkenburg“ bezeichnete Gebiet, das aus den südlich des Mains gelegenen alten hessischen und den ab 1803 hinzugekommenen rechtsrheinischen Territorien bestand, in „Provinz Starkenburg“ umbenannt. 1821 wurden im Rahmen einer umfassenden Verwaltungsreform die Amtsvogteien in den Provinzen Starkenburg und Oberhessen aufgelöst und Landratsbezirke eingeführt, wobei Ellenbach zum Landratsbezirk Lindenfels kam. Im Rahmen dieser Reform wurden auch Landgerichte geschaffen, die jetzt unabhängig von der Verwaltung waren. Deren Gerichtsbezirke entsprachen in ihrem Umfang den Landratsbezirken. Für den Landratsbezirk Lindenfels war das Landgericht Fürth als Gericht erster Instanz zuständig. Diese Reform ordnete auch die administrative Verwaltung auf Gemeindeebene. So war die Bürgermeisterei in Ellenbach auch für die Orte Erlenbach, Eulsbach, Lautenweschnitz und Linnenbach zuständig war. Entsprechend der Gemeindeverordnung vom 30. Juni 1821 gab es keine Einsetzungen von Schultheißen mehr, sondern einen gewählten Ortsvorstand, der sich aus Bürgermeister, Beigeordneten und Gemeinderat zusammensetzte.
1832 wurden Kreise geschaffen. Nach der am 20. August 1832 bekanntgegebenen Neugliederung sollte es in Süd-Starkenburg künftig nur noch die Kreise Bensheim und Lindenfels geben; der Landratsbezirk von Heppenheim sollte in den Kreis Bensheim fallen. Noch vor dem Inkrafttreten der Verordnung zum 15. Oktober 1832 wurde diese aber dahingehend revidiert, dass statt des Kreises Lindenfels neben dem Kreis Bensheim der Kreis Heppenheim als zweiter Kreis gebildet wurde, zu dem jetzt Ellenbach gehörte.
Am 31. Juli 1848 wurden die Kreise und die Landratsbezirke des Großherzogtums abgeschafft und durch „Regierungsbezirke“ ersetzt, wobei die bisherigen Kreise Bensheim und Heppenheim zum Regierungsbezirk Heppenheim vereinigt wurden. Bereits vier Jahre später, im Laufe der Reaktionsära, kehrte man aber zur Einteilung in Kreise zurück und Ellenbach wurde Teil des neu geschaffenen Kreises Lindenfels.
In den Statistiken des Großherzogtums Hessen werden, bezogen auf Dezember 1867, für das Filialdorf Ellenbach, eine eigene Bürgermeisterei, 51 Häuser, 403 Einwohnern, der Kreis Lindenfels, das Landgericht Fürth, die evangelische reformierte Pfarrei Schlierbach mit dem Dekanat in Lindenfels und die katholische Pfarrei Lindenfels des Dekanats Heppenheim, angegeben. Durch die Bürgermeisterei wurden außerdem der See-Hof (ein Haus, 8 Einw.) und der Ort Eulsbach (10 Häuser, 67 Einw.) verwaltet.
1874 wurde eine Anzahl von Verwaltungsreformen beschlossen. So wurden die landesständige Geschäftsordnung sowie die Verwaltung der Kreise und Provinzen durch Kreis- und Provinzialtage geregelt. Die Neuregelung trat am 12. Juli 1874 in Kraft und verfügte auch die Auflösung der Kreise Lindenfels und Wimpfen und die Wiedereingliederung von Ellenbach in den Kreis Heppenheim.
Die hessischen Provinzen Starkenburg, Rheinhessen und Oberhessen wurden 1937 nach der 1936 erfolgten Auflösung der Provinzial- und Kreistage aufgehoben. Zum 1. November 1938 trat dann eine umfassende Gebietsreform auf Kreisebene in Kraft. In der ehemaligen Provinz Starkenburg war der Kreis Bensheim besonders betroffen, da er aufgelöst und zum größten Teil dem Kreis Heppenheim zugeschlagen wurde. Der Kreis Heppenheim übernahm auch die Rechtsnachfolge des Kreises Bensheim und erhielt den neuen Namen Landkreis Bergstraße.
Im Jahr 1961 wurde die Gemarkungsgröße mit 394 ha angegeben, davon waren 192 ha Wald.
Im Zuge der Gebietsreform in Hessen schloss sich die Gemeinde Ellenbach zusammen mit Weschnitz am 31. Dezember 1970 freiwillig der Gemeinde Fürth an. Für Ellenbach wurde wie für alle nach Fürth eingegliederten Gemeinden ein Ortsbezirk mit Ortsbeirat und Ortsvorsteher nach der Hessischen Gemeindeordnung eingerichtet.
Gerichte in Hessen
In der Landgrafschaft Hessen-Darmstadt wurde mit Ausführungsverordnung vom 9. Dezember 1803 das Gerichtswesen neu organisiert. Für das Fürstentum Starkenburg wurde das „Hofgericht Darmstadt“ eingerichtet. Es war für normale bürgerliche Streitsachen Gericht der zweiten Instanz, für standesherrliche Familienrechtssachen und Kriminalfälle die erste Instanz. Übergeordnet war das Oberappellationsgericht Darmstadt. Die Rechtsprechung der ersten Instanz wurde durch die Ämter bzw. Standesherren vorgenommen. Für Ellenbach war damit das Amt Lindenfels zuständig. Die Zentgerichte hatten damit ihre Funktion verloren. Ab 1813 war dann das neu gebildete Justizamt in Fürth die erste Instanz. Das Hofgericht war für normale bürgerliche Streitsachen Gericht der zweiten Instanz, für standesherrliche Familienrechtssachen und Kriminalfälle die erste Instanz. Mit Bildung der Landgerichte im Großherzogtum Hessen war ab 1821 das Landgericht Fürth das Gericht erster Instanz.
Anlässlich der Einführung des Gerichtsverfassungsgesetzes mit Wirkung vom 1. Oktober 1879, infolge derer die bisherigen großherzoglichen Landgerichte durch Amtsgerichte an gleicher Stelle ersetzt wurden, während die neu geschaffenen Landgerichte nun als Obergerichte fungierten, kam es zur Umbenennung in Amtsgericht Fürth und Zuteilung zum Bezirk des Landgerichts Darmstadt.

### Verwaltungsgeschichte im Überblick
Die folgende Liste zeigt die Staaten und Verwaltungseinheiten, denen Ellenbach angehört(e):
- vor 1737: Heiliges Römisches Reich, Pfalzgrafschaft bei Rhein, Oberamt Heidelberg, Amt Lindenfels, Thal-Zent
- ab 1737: Heiliges Römisches Reich, Pfalzgrafschaft bei Rhein, Oberamt Lindenfels, Stadt Lindenfels
- ab 1777: Heiliges Römisches Reich, Kurfürstentum Pfalzbayern, Pfalzgrafschaft bei Rhein, Oberamt Lindenfels, Stadt Lindenfels
- ab 1803: Heiliges Römisches Reich, Landgrafschaft Hessen-Darmstadt,[Anm. 2] Fürstentum Starkenburg, Amt Lindenfels
- ab 1806: Großherzogtum Hessen,[Anm. 3] Fürstentum Starkenburg, Amt Lindenfels[20]
- ab 1812: Großherzogtum Hessen, Fürstentum Starkenburg, Amt Fürth
- ab 1815: Großherzogtum Hessen,[Anm. 4] Provinz Starkenburg, Amt Fürth
- ab 1821: Großherzogtum Hessen, Provinz Starkenburg, Landratsbezirk Lindenfels[Anm. 5]
- ab 1832: Großherzogtum Hessen, Provinz Starkenburg, Kreis Heppenheim
- ab 1848: Großherzogtum Hessen, Regierungsbezirk Heppenheim
- ab 1852: Großherzogtum Hessen, Provinz Starkenburg, Kreis Lindenfels
- ab 1871: Deutsches Reich,[Anm. 6] Großherzogtum Hessen, Provinz Starkenburg, Kreis Lindenfels
- ab 1874: Deutsches Reich, Großherzogtum Hessen, Provinz Starkenburg, Kreis Heppenheim
- ab 1918: Deutsches Reich, Volksstaat Hessen,[Anm. 7] Provinz Starkenburg, Kreis Heppenheim
- ab 1938: Deutsches Reich, Volksstaat Hessen, Landkreis Bergstraße[21][Anm. 8]
- ab 1945: Amerikanische Besatzungszone,[Anm. 9] Groß-Hessen, Regierungsbezirk Darmstadt, Landkreis Bergstraße
- ab 1946: Amerikanische Besatzungszone, Land Hessen, Regierungsbezirk Darmstadt, Landkreis Bergstraße
- ab 1949: Bundesrepublik Deutschland, Land Hessen, Regierungsbezirk Darmstadt, Landkreis Bergstraße
- ab 1972: Bundesrepublik Deutschland, Land Hessen, Regierungsbezirk Darmstadt, Landkreis Bergstraße, Gemeinde Fürth[Anm. 10]

### Historische Beschreibungen
Die Statistisch-topographisch-historische Beschreibung des Großherzogthums Hessen berichtet 1829 über Ellenbach:

„Ellenbach (L. Bez. Lindenfels) reform. und kath. Filialdorf; liegt an dem Thalbach 3⁄4 St. von Lindenfels, und hat 37 Häuser, 261 reform., 17 kath. und 9 luth. Einw., und unter diesen 13 Bauern, 18 Handwerker und 9 Taglöhner. Man findet 2 Mahl- 2 Oel- und 2 Schneidemühlen und 1 Ziegelhütte. - Mehrere adelige Familien befassen schon in älteren Zeiten von der Pfalzgrafschaft Güter und Gefälle hier, theils lehnsweise, theils pfandweise. Das Ganze, was die Landschaden, hier zu Lehen trugen, brachte Churfürst Ruprecht II. 1392 wieder an sich. Ellenbach kam 1802 von Churpfalz an Hessen.“

Im Neuestes und gründlichstes alphabetisches Lexicon der sämmtlichen Ortschaften der deutschen Bundesstaaten von 1845 heißt es:

„Ellenbach. — Dorf, zur Pfarre Schlierbach, resp. katholischen Pfarrei Lindenfels gehörig. — 37 H. 287 E. - Großherzogthum Hessen. — Provinz Starkenburg. — Kreis Heppenheim. — Landgericht Fürth. — Hofger. Darmstadt. — Ellenbach, am Thalbach, 3/8 M. von Lindenfels, hat 1 Ziegelhüttte, 2 Mahl-, 2 Oel- und 2 Schneidemühlen.“

„Seehof b. Ellenbach — Hof zur evangel. resp. kathol. Pfarrei Lindenfels gehörig. 1 H. 8 E. — Großherzogthum Hessen — Provinz Starkenburg — Kreis Heppenheim — Landgericht Fürth — Hofgericht Darmstadt.“

## Bevölkerung

### Einwohnerstruktur 2011
Nach den Erhebungen des Zensus 2011 lebten am Stichtag dem 9. Mai 2011 in Ellenbach 519 Einwohner. Darunter waren 9 (1,7 %) Ausländer.
Nach dem Lebensalter waren 96 Einwohner unter 18 Jahren, 228 waren zwischen 18 und 49, 126 zwischen 50 und 69 und 15 Einwohner waren älter.
Die Einwohner lebten in 210 Haushalten. Davon waren 51 Singlehaushalte, 57 Paare ohne Kinder und 75 Paare mit Kindern, sowie 18 Alleinerziehende und 9 Wohngemeinschaften. In 30 Haushalten lebten ausschließlich Senioren und in 156 Haushaltungen leben keine Senioren.

### Einwohnerentwicklung
- 1613: 8 Hausgesesse, Leibeigene: 4 Männer, 5 Frauen[1]
- 1784: 176 Seelen, 35 Familien[6]
- 1806: 218 Einwohner, 27 Häuser[20]
- 1829: 287 Einwohner, 37 Häuser[22]
- 1867: 411 Einwohner, 52 Häuser[12]

| Ellenbach: Einwohnerzahlen von 1784 bis 2022 | Ellenbach: Einwohnerzahlen von 1784 bis 2022 | Ellenbach: Einwohnerzahlen von 1784 bis 2022 | Ellenbach: Einwohnerzahlen von 1784 bis 2022 | Ellenbach: Einwohnerzahlen von 1784 bis 2022 |
| --- | -------------------------------------------- | -------------------------------------------- | -------------------------------------------- | -------------------------------------------- |
| Jahr |                                              |                                              |                                              | Einwohner                                    |
| 1784 | 1784                                         |                                              | 176                                          | 176                                          |
| 1806 | 1806                                         |                                              | 218                                          | 218                                          |
| 1829 | 1829                                         |                                              | 287                                          | 287                                          |
| 1834 | 1834                                         |                                              | 320                                          | 320                                          |
| 1840 | 1840                                         |                                              | 368                                          | 368                                          |
| 1846 | 1846                                         |                                              | 423                                          | 423                                          |
| 1852 | 1852                                         |                                              | 406                                          | 406                                          |
| 1858 | 1858                                         |                                              | 435                                          | 435                                          |
| 1864 | 1864                                         |                                              | 415                                          | 415                                          |
| 1871 | 1871                                         |                                              | 407                                          | 407                                          |
| 1875 | 1875                                         |                                              | 397                                          | 397                                          |
| 1885 | 1885                                         |                                              | 400                                          | 400                                          |
| 1895 | 1895                                         |                                              | 418                                          | 418                                          |
| 1905 | 1905                                         |                                              | 407                                          | 407                                          |
| 1910 | 1910                                         |                                              | 375                                          | 375                                          |
| 1925 | 1925                                         |                                              | 407                                          | 407                                          |
| 1939 | 1939                                         |                                              | 358                                          | 358                                          |
| 1946 | 1946                                         |                                              | 476                                          | 476                                          |
| 1950 | 1950                                         |                                              | 488                                          | 488                                          |
| 1956 | 1956                                         |                                              | 435                                          | 435                                          |
| 1961 | 1961                                         |                                              | 460                                          | 460                                          |
| 1967 | 1967                                         |                                              | 510                                          | 510                                          |
| 1970 | 1970                                         |                                              | 494                                          | 494                                          |
| 1980 | 1980                                         |                                              | ?                                            | ?                                            |
| 1990 | 1990                                         |                                              | ?                                            | ?                                            |
| 1999 | 1999                                         |                                              | 570                                          | 570                                          |
| 2005 | 2005                                         |                                              | 578                                          | 578                                          |
| 2007 | 2007                                         |                                              | 576                                          | 576                                          |
| 2011 | 2011                                         |                                              | 519                                          | 519                                          |
| 2022 | 2022                                         |                                              | 557                                          | 557                                          |
| Datenquelle: Historisches Gemeindeverzeichnis für Hessen: Die Bevölkerung der Gemeinden 1834 bis 1967. Wiesbaden: Hessisches Statistisches Landesamt, 1968. Weitere Quellen: LAGIS; Gemeinde Fürth; Zensus 2011, 2022 |                                              |                                              |                                              |                                              |

### Historische Religionszugehörigkeit
- 1829: 9 lutheranische (= 3,14 %), 261 reformierte (= 90,94 %) und 17 katholische (= 5,92 %) Einwohner[22]
- 1961: 358 evangelische (= 77,83 %), 86 katholische (= 18,70 %) Einwohner[1]

## Politik
Für Ellenbach besteht ein Ortsbezirk (Gebiete der ehemaligen Gemeinde Ellenbach) mit Ortsbeirat und Ortsvorsteher nach der Hessischen Gemeindeordnung.
Der Ortsbeirat besteht aus sieben Mitgliedern. Seit den Kommunalwahlen 2021 gehören ihm sechs Mitglieder der „Ortsbeiratsliste Ellenbach“ (ELL) und ein Mitglied des Bündnis 90/Die Grünen an. Ortsvorsteher ist Jürgen Hartmann (ELL).

## Vereine
- Freiwillige Feuerwehr Ellenbach
- Freundeskreis Ellenbach-Buzancy
- Swinging Cords
- Mutter-Kind-Kreis Ellenbach
- Obst- und Gartenbauverein Ellenbach
- Turn- und Sportverein Ellenbach

## Verkehr
Durch Ellenbach führt die Landesstraße L 3099, die in der Kerngemeinde von der als Siegfriedstraße bekannten Bundesstraße 460 und der mit ihr vereinten Bundesstraße 38 abzweigt und durch das Tal des Schlierbachs bis Kolmbach führt und dort in die als Nibelungenstraße bekannte Bundesstraße 47 einmündet.